# Nem (nyelvészet)
A nyelvészetben a grammatikai nem egyes nyelvekre jellemző kategória, amely alapján a főneveket olyan osztályokba sorolják, mint hímneműek, nőneműek, semlegesneműek, élők, élettelenek. Ennek alapja a hímnemű és a nőnemű élőlények megkülönböztetése az élők (személyek, nyilvánvaló nemű állatok) kategóriáján belül, és ezek megkülönböztetése az élettelenektől (beleértve a növényeket is). Idővel a természetes és a grammatikai nem közötti összefüggés nyelvtől függően többé-kevésbé elveszett, amit főleg az bizonyít, hogy élettelenek is alaktanilag a hímneműek vagy a nőneműek osztályába kerültek.

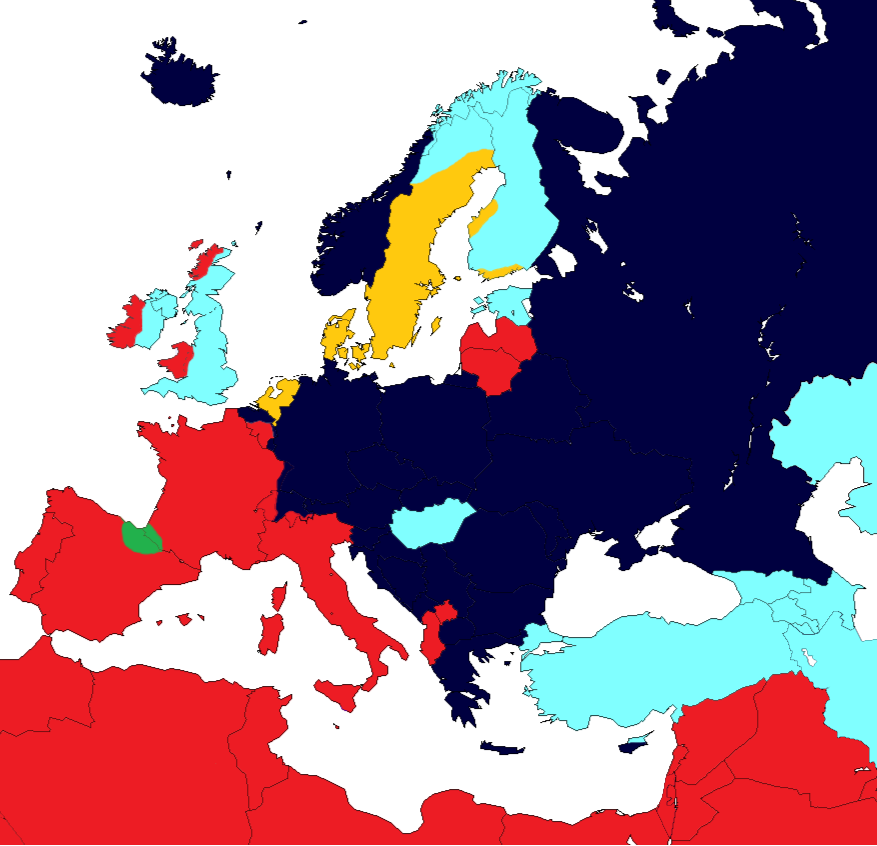
Nemek az európai nyelvekben
a nem kategóriája nélküliek
közös nem és semlegesnem
élő és élettelen – a baszk nyelv
hímnem és nőnem
hímnem, nőnem és semlegesnem

Egyes nyelvekben, mint amilyen a svéd, a szó alakja nem különbözteti meg a nőnemet a hímnemtől, ezért egy közösnek nevezett nemet vesznek számba, amelyhez egyes kivételekkel egyrészt az élőket megnevező főnevek tartoznak és az életteleneket megnevezők egy része, másrészt egy semlegesnemet, amelyhez szabályszerűen a többi élettelent megnevezőt sorolják.
A grammatikai nemet formai vonások jelzik. Legalábbis egyes nyelvekben, mint amilyenek az indoeurópaiak, ilyen vonás elsősorban a főnévhez hozzáadott toldalék (képző, rag). A nyelvtörténet során az ilyen toldalékot átvette a főnévvel egyeztetett szó. Ez lehet névelő, melyet általában a determinánsok kategóriájába sorolnak, más, egyes grammatikákban determinánsoknak, másokban melléknévi névmásoknak tekintett szavak (birtokos, mutató, kérdő, vonatkozó, határozatlan), jelzőként vagy névszói állítmány névszói részeként használt melléknév (minősítő, viszonyító), sorszámnév, melléknévi igenév, főnévi névmás. Olyan esetekben, melyekben a szó fejlődése következtében a főnév elvesztette a nem morfémáját, az egyeztetett szó jelezheti a nemét. Ezek közül a vonások közül egy is elegendő a főnév nemek szerinti besorolására.
Egyes nyelvek, mint a magyar, csak a természetes nemeket és az élettelent fejezik ki, de nem grammatikai morfémákkal, hanem a szavak lexikális jelentése által.

## A grammatikai nem jelzése néhány nyelvben
Egyes nyelvekben három grammatikai nemet különböztetnek meg, a hímnemet, a nőnemet és a semlegesnemet, például a latinban, a szláv nyelvekben vagy a németben. Más nyelvekben, mint a nyugati újlatin nyelvek, már nincsenek semlegesnemű főnevek. Egy olyan nyelv, mint az angol, már csak nagyon korlátozottan különbözteti meg a nemeket alaktani eszközökkel. Ez a szakasz a grammatikai nem jelzését mutatja be néhány nyelvben, jelentősége fokának fordított sorrendjében.

### A közép-délszláv diarendszer nyelveiben
A mai indoeurópai nyelvek között a szláv nyelvek viszonylag nagyon jól megkülönböztetik a hímnemet, a nőnemet és a semlegesnemet. Például a közép-délszláv diarendszerhez tartozó nyelvekben ezeket elsősorban az alanyeset egyes számú alak ragja fejezi ki. Bár vannak kivételek, általában a hímneműek esetében ez nulla, és a szó mássalhangzóra végződik (pl. izvor ’forrás’), a nőneműeké -a (žaba ’béka’), a semlegesneműeké -o (koljeno ’térd’) vagy -e (polje ’mező’). Más esetragok is jelzik a főnév nemét.
A semlegesnem egyes szám alanyeset ragjai egyben az élettelenséget is kifejezik, de korlátozottan hímnemben is van rag az élőség, illetve az élettelenség kifejezésére, ugyanis az élőt megnevező hímnemű főneveknek egyes szám tárgyesetű alakja azonos a birtokos esetű alakjukkal [pl. majstora ’(a) mestert’], miközben az életteleneket megnevezőké az alanyesetű alakjukkal azonos, pl. odmor ’(a) pihenést’.
Akkor is, ha a főnév alapalakjának a ragja nem jellemző a nemére, ezt ki lehet következtetni azon szavak alakjából, melyek egyeznek vele, mivel ezek ragja is jelzi a nemet. Ilyenek:
- a melléknév vagy más melléknévként használt szó: neuredan rukopis ’rendezetlen kézirat’ (hímnem), crnogorski grad ’montenegrói város’ (hímnem); prvi komšija ’az első szomszéd’ (hímnem, bár a főnévnek nem jellemzően -a ragja van), ova kuća ’ez a ház’ (nőnem); novo izdanje ’új kiadás’ (semlegesnem);[12]
- a főnévre utaló főnévi névmás: On je dobar čovjek ’Ő jó ember ’ (hn.),[13] Ona je glumica ’Ő színésznő’.[14]
- az összetett igealakú állítmányhoz tartozó melléknévi igenév, mely nemcsak a harmadik, hanem az első és a második személyű alany nemét is kifejezi: Jesi li čuo? Pukla cev na trećem spratu! ’Hallottad-e? Eltört egy cső a harmadik emeleten!’ (Az első mondat külön szóval nem kifejezett alanyának a hímnem egyes számát a melléknévi igenév -o végződése fejezi ki, a második mondat cev alanyának a nőnem egyes számát pedig a segédige elhagyásával használt melléknévi igenév -la végződése, bár az alanynak nincs a nőnemre jellemző ragja); Počelo je svetsko prvenstvo u fudbalu ’Elkezdődött a labdarúgó-világbajnokság’ (Itt a melléknévi igenév semlegesnem egyes számban egyezik az alannyal, amit a -lo végződés jelez.)[15]

### A román nyelvben
A román az egyetlen olyan újlatin nyelv, mely grammatikái számon tartanak három nemet, de benne a semlegesnem másképpen értelmezett, mint felmenőjében, a latinban. A semlegesnemű főnevek mind élettelent neveznek meg, és egyes számban hímneműek, többesben pedig nőneműek. Csak egyetlen toldalék jellemző a semlegesnemre, egyes szavak többes számában az -uri (pl. prânzuri ’ebédek’). Következésképpen az ilyen főnevek nemét többnyire csak akkor lehet felismerni, ha mindkét számban tudjuk milyen nemű szóval egyeznek: hímneművel egyes számban, nőneművel többesben. Ezért nem minden nyelvész tekinti ezt semlegesnemnek; egyesek kettős nemet látnak benne.
Az -uri-on kívül csupán még két olyan rag van alanyeset egyes számban, amelyek csaknem egyértelműen jelzik a főnév nemét, az -ă és az -a. Az első számos nőnemű főnév ragja (pl. garoafă ’szegfű’), az utóbbi néhány főnévre korlátozódik, pl. stea ’csillag’. A többi formai elem nem egyértelmű: egyes számban mássalhangzóra végződnek úgy hímnemű (sac ’zsák’), mint semlegesnemű főnevek (creion ’ceruza’), valamint vannak -e-re végződő hímnemű (scripete ’csörlő’), nőnemű (petrecere ’mulatság’) és semlegesnemű (nume ’név’) főnevek.
Az -ă-ra végződő képzők természetesen nőnemű főneveket képeznek, de, bár sok az -e-re végződő hímnemű és semlegesnemű nem képzett szó is, az -e-re végződő főnévképzők mind nőneműek: studențime ’(egyetemi) diákság’, rufărie ’fehérnemű’, porumbiște ’kukoricás (kukoricával bevetett hely)’, bunătate ’jóság’.
A determinánsok és a melléknevek nagy része megkülönbözteti a hímnemet a nőnemtől, de a semlegesnemet nem, ennek a jellege miatt.
A 3. személyű főnévi névmások alakjainak a többsége is (beleértve a formailag kifejezett esetalakokat: alanyeset-tárgyeset és birtokos-részes eset) hímnemben, illetve nőnemben egyezik annak a főnévnek az egyes, illetve többes számú akakjával, amelyre utal. Néhány példa: el (hn.), ea (nn.) ’ő’; lui (hn.), ei (nn.) ’neki’; ei (hn.), ele (nn.) ’ők’; al meu (hn. birtok), a mea (nn. birtok) ’az enyém’; acesta (hn.), aceasta (nn.) ’ez’. A care ’aki, ami, amelyik’ kérdő és vonatkozó névmásnak csak az egyes szám birtokos-részes esetű alakja egyezik: căruia (hn.), căreia (nn.) ’akinek, aminek, amelyiknek’.

### A spanyol nyelvben
A spanyol nyelv grammatikái csak hímnemű és nőnemű főneveket ismernek, de vannak a semlegesnemnek is nyomai a határozott névelő [el (hn.), la (nn.) lo (sn.)] és két névmás terén. A 3. személyű személyes névmásoknak és a mutató névmásoknak van semlegesnemű alakja is: él (hn.), ella (nn.), ello (sn.) ’ő’; este (hn.), esta (hn.), esto (sn.) ’ez’; ese (hn.), esa (nn.), eso (sn.) ’ez/az’; aquel (hn.), aquella (nn.), aquello (sn.) ’az’. A szláv nyelvekkel ellentétben a spanyol semlegesnemű névmások nem utalnak főnévre, hanem csak nemmel nem rendelkező entitásra, például mondatra: Lo suspendieron en matemáticas. Eso me extraña ’Megbukott matematikából. Ez meglep’. A semlegesnemű határozott névelő kerülhet például elvont főnévként használt melléknév elé: lo bueno y lo malo ’a jó és a rossz’.
A hímnemű főnevek megkülönböztetése a nőneműektől a szó alakja alapján a spanyolban sem egyszerű. Általában az -o végű és az -or, -aje, -men és -gen képzős szavak hímneműek, az -a végű és az -ad, -ed, -ud, -ión, -umbre és -ie képzősök pedig nőneműek, de van elég sok kivétel, például -a-ra végződő hímnemű: el tema ’a téma’.
A spanyolban vannak olyan főnévpárok is, melyek tagjai egyazon szóból származnak, azonos alakjuk van, de az egyik hímnemű, a másik pedig nőnemű, és más-más jelentésük van. Ilyenek például el guía ’az idegenvezető’ / la guía ’az útikönyv’, el orden ’a rend’ / la orden ’a parancs’, el margen ’a margó’ / la margen ’a folyópart’, el policía ’a rendőr’ / la policía ’a rendőrség’.
A főnévvel egyeztetett szavak többsége jelzi annak nemét, de nem mindegyik. A határozatlan névelő megteszi: un problema (hn.) ’egy gond’, una mesa ’egy asztal’. A többes számú határozott névelő is: los muchachos ’a fiúk’, las manifestaciones ’a tüntetések’ (nn.). Az egyes számú határozott névelő rendszerint jelzi a nőnemet [la carta ’a(z írott) levél’, la intención ’a szándék’, la aduana ’a vám’], a hangsúlyos [a]-val kezdődő szavak kivételével: el agua (nn.) ’a víz’, mint el árbol (hn.) ’a(z élő) fa’. Az -o-ra (hn.) és az -a-ra (nn.) végződő melléknevek szintén jelzik a nemeket, de vannak a két nemben egyforma alakú melléknevek is: triste ’szomorú’, feliz ’boldog’. A birtokos főnévi névmás, mely alakja azonos a főnév mögé helyezett melléknévi névmáséval, ugyancsak kifejezi a nemeket [mío (hn.), mía (nn.) ’enyém’], de a főnév elé tett mellévknévi birtokos névmás alakjai közül csak a több birtokosra utaló 1. és 2. személyű alakok teszik ezt: nuestro (hn.), nuestra (nn.) ’a mi -nk’, de mi (hn. és nn.) ’az én -m’.

### A francia nyelvben
A francia nyelvből is kiveszett a semleges nem. Csupán a mutató névmások között van négy semlegesnek nevezett, melyek általában nemmel nem rendelkező entitásokra utalnak: cela ’ez/az’, ça ’ez/az’, ce ’ez/az’ és ceci ’ez’. Egyik vagy másik használata nyelvi regisztertől függő.
A főnév alakja korlátozottan fejezi ki a természetes nemet, és még korlátozottabban az élettelenek nyelvészeti nemét.
A természetes nemet alakjukkal kifejező főnevek és a melléknevek terén a francia nyelv sajátossága az, hogy meg kell különböztetni a nemek kifejezését a beszédben attól, ahogyan írásban történik. Ennek oka az, hogy például a spanyollal ellentétben, melyben a nőnemet jelző latin -a rag megmaradt, a franciában ez előbb [ə] lett, és e-nek írták, de a mai sztenderd nyelvváltozatban csaknem mindig elnémul. Mégis a nőnemű alak képzése az -e hozzáadásával történik írásban, és a beszédbeli különbséget bizonyos hímnemű alakokkal szemben tulajdonképpen az kelti, hogy ezek vegső írott, de nem kiejtett mássalhangzóját hallhatóvá teszi, és esetleg az előtte álló magánhangzó hangzását megváltoztatja. Példák: avocat [avo'ka] / avocate [avo'kat] ’ügyvéd’, conférencier [kɔ̃feʁɑ̃'sje] / conférencière [kɔ̃feʁɑ̃'sjɛ:ʁ] ’előadó’, pharmacien [faʁma'sjɛ̃] / pharmacienne [faʁma'sjɛn] ’gyógyszerész’.
Élők és élettelenek esetében is vannak nemre jellemző főnévképzők, pl. logement (hn.) ’lakás’, plumage (hn.) ’tollazat’, héroïsme (hn.) ’hősiesség’, cargaison (nn.) ’rakomány’, richesse (nn.) ’gazdagság’, jalousie ’féltékenység’, acteur ’színész’ / actrice ’színésznő’.
Az élőt megnevező főnév nemét csak determinánsa vagy melléknévi jelzője fejezi ki a beszédben azon esetekben, amikor a nőnem -e-jének hozzáadása nem változtatja meg a kiejtést. Ez akkor történik, amikor a szó hímnemű alakja magánhangzóra, -l-re, -c-re, olykor -r-re végződik: ami ’barát’ / amie ’barátnő’, le colonel ’az ezredes’ / la colonelle ’az ezredes felesége’, Turc / Turque ’török’, auteur / auteure ’szerző’. Írásban sem különbözik a nőnemű alak a hímneműtől, ha az utóbbi maga is -e-re végződik: un/une adversaire ’egy ellenfél’, un/une artiste ’egy művész’. Van olyan személynév is, mely mássalhangzóra végződik, mégis mindkét nemű lehet. Ilyen az un/une enfant ’gyerek’. Mint a spanyolban, a franciában is vannak olyan szópárok, melyek tagjai azonos eredetűek és azonos alakúak, de különböző neműek és jelentésűek: un aide ’segítő (személy)’ / une aide ’segítség’, un garde ’őr’ / une garde ’őrség, gárda’, un mode ’mód’ / une mode ’divat’. Más ilyen szavak nem azonos eredetűek, hanem csak homonimák: un mousse ’hajósinas’ / une mousse ’hab’, un tour ’körjárat’ / une tour ’torony’.
Olyan, személyt a foglalkozásával megnevező főnevek is vannak, melyek hagyományosan csak hímneműek, de nők is űzik az illető foglalkozást. A feminista eszmék hatására az a tendencia, hogy ezeknek is, vagy legalább a velük egyeztetett szavaknak is adjanak nőnemű alakot. Ez többnyire tudatosan történik, és olykor megkövetelik a hivatalos használatban, például a svájci Genf kantonban. Viszonylag nem régóta nőneműsítik például a következő szavakat, egyeseket képzés útján, másokat csak a velük egyeztetett szó révén: un juge ’bíró’ → une juge, un professeur ’tanár’ → une professeur(e), un footballeur ’labdarúgó’ → une footballeuse, un sénateur ’szenátor’ → une sénatrice.
Az életteleneket megnevező főnevek alakja csak azon esetben jelzi a nemüket, ha erre jellemző képzőjük van. Ezen kívül vannak bizonyos főnévkategóriák, melyekben mindegyik vagy csaknem mindegyik főnév ugyanolyan nemű. Például a fémek nevei mind hímneműek (le fer ’a vas’, le cuivre ’a réz’), a tudományok nevei pedig csaknem mind nőneműek: la botanique ’a botanika’, la grammaire ’a grammatika’.
A determinánsoknak csak egy része fejezi ki a nemet. Az egyes számú határozott névelők csak mássalhangzó előtt fejezik ki [le chien (hn.) ’a (kan)kutya’, la clé (nn.) ’a kulcs’], de l’été (hn.) ’a nyár’, l’heure (nn.) ’az óra’ (időtartam), mivel ha a szó magánhangzóval kezdődik, a névelő magánhangzója kiesik. Többes számban csak egy alak van, les. A határozatlan névelő egyes számban egyezik nemben a főnévvel (un mur ’egy fal’, une femme ’egy nő’), de többesben ennek is csak egy alakja van: des. A birtokos determinánsok közül csak az -a végűek jelzik egyértelműen a nőnem egyes számot, és csak mássalhangzóval kezdődő szó előtt: sa cravate (nn.) ’nyakkendője’, de son erreur (nn.) ’hibája’, mint son veston (hn.) ’zakója’. A mutató determinánsok is csak egyes számban jelzik a nemet, és ott is van egy tévedési lehetőség a beszédben, de nem írásban: ce garçon ’ez a fiú’, de cet homme ’ez a férfi’. Cet ugyanúgy hangzik, mint cette (nn.): cette affaire ’ez az ügy’. Többes számban ennek a determinánsnak is csak egy alakja van: ces.
A melléknevek nőnemű alakját ugyanúgy képzik, mint a személyeket és az állatokat megnevező főnevek esetében, tehát a melléknévi jelző is e képzés korlátai keretében fejezi ki a nemet. Példák:
- hallható különbség: ancien (hn.) / ancienne (nn.) ’régi’, complet / complète ’teljes’, naïf / naïve ’naív’, favori / favorite ’kedvenc’, léger / légère ’könnyű’;
- csak írásbeli különbség: cruel / cruelle ’kegyetlen’, intérieur / intérieure ’belső’, turc / turque ’török’;
- sem beszédbeli, sem írásbeli különbség: un livre utile (hn.) ’hasznos könyv’, une chose utile (nn.) ’hasznos dolog’.

A franciában az összetett alakú állítmányba foglalt múlt idejű melléknévi igenév is egyezik bizonyos esetekben olykor az alannyal, máskor a tárggyal, de többnyire csak írásban jelzi a nemet, mivel viszonylag kevés olyan melléknévi igenév van, mely hímnemű alakja mássalhangzóra végződik, és az -e hozzátétele hallhatóvá teszi. Példák: la lettre que quelqu’un a lue (írásbeli, de hallhatatlan egyeztetés nőnemben) ’az a levél, melyet valaki elolvasott’; la porte que quelqu’un a ouverte (hallható egyeztetés) ’az az ajtó, melyet valaki kinyitott’.
A 3. személyű főnévi névmások többsége jelzi a nemet, bár egyesek csak írásban. Néhány példa: il/lui (hn.), elle (nn.) ’ő’; ceux-là (hn.), celles-là (nn.) ’azok’. A birtokos névmások többsége is egyezik nemben [pl. le tien (hn. birtok), la tienne (nn. birtok) ’a tiéd’], de egyesek nem: les nôtres ’a mieink’, les vôtres ’a tieitek/az önökéi’, les leurs ’az övéik’. A kérdő/vonatkozó névmások közül az egyszerű alakúak nem jelzik a nemet (qui ’aki, ami, amelyik’, que ’akit, amit, amelyiket’ stb.), csak az összetett alakúak, írásban mindegyik alakjuk, a beszédben pedig amennyire a határozott névelő tagjuk teszi: lequel (hn. esz.), laquelle (nn. esz.) ’amelyik’; lesquels (hn. tsz.), lesquelles (nn. tsz.) ’amelyek’.

### Az angol nyelvben
Az itt említett nyelvek közül az angol az, amelyben a grammatikai nem a legkevésbé reprezentált. Története során a főnevei elveszítették utolsó szótagjukat, és ezzel az eredetileg kifejezett három nem morfémáit. Egyetlen olyan képző van, amellyel női személynevet lehet képezni egyes férfit megnevező főnevekből: steward ’utaskísérő’ → stewardess, waiter ’pincér’ → waitress.
A determinánsok és a melléknevek nem fejezik ki a nemet. Csak az egyes szám harmadik személyű személyes névmások különböztetik meg a két természetes nemet és az élettelent. Példák:
I like Steve. He’s great fun ’Kedvelem Steve-et (férfi utónév). Nagyon vicces’;
I like Helen. She’s great fun ’Kedvelem Helent (női utónév). Nagyon vicces’;
I like that game. It’s great fun ’Szeretem ezt a játékot. Nagyon szórakoztató’.
It utalhat a beszélő által ismeretlen nemű kisgyerekre is: Look at that baby. It’s been sick ’Nézd azt a babát! Beteg volt’.
Van még két kérdő/vonatkozó névmás is, melyek közül az egyik személyre utal annak nemétől függetlenül, a másik pedig élettelenre:
Who was the girl who arrived late? ’Ki volt az a lány, aki elkésett?’;
It was a dream which came true ’(Az) olyan álom volt, amely megvalósúlt’.